# Sandsjö, Västergötland
Sandsjö är en sjö i Marks kommun i Västergötland och ingår i Viskans huvudavrinningsområde. Sjön är 5,5 meter djup, har en yta på 0,813 kvadratkilometer och befinner sig 75 meter över havet. Sjön avvattnas av vattendraget Slottsån (Torestorpsån).

## Delavrinningsområde
Sandsjö ingår i det delavrinningsområde (636742-131386) som SMHI kallar för Utloppet av Sandsjö. Medelhöjden är 130 meter över havet och ytan är 12,01 kvadratkilometer. Räknas de 6 avrinningsområdena uppströms in blir den ackumulerade arean 197,66 kvadratkilometer. Slottsån (Torestorpsån) som avvattnar avrinningsområdet har biflödesordning 2, vilket innebär att vattnet flödar genom totalt 2 vattendrag innan det når havet efter 65 kilometer. Avrinningsområdet består mestadels av skog (69 %) och jordbruk (14 %). Avrinningsområdet har 0,81 kvadratkilometer vattenytor vilket ger det en sjöprocent på 6,8 %.